# Karl Hein
Karl Hein (ur. 11 czerwca 1908 w Hamburgu, zm. 10 lipca 1982 tamże) – niemiecki lekkoatleta, specjalista rzutu młotem, mistrz olimpijski z Berlina z 1936.

## Przebieg kariery
Jako młody człowiek trenował pchnięcie kulą, rzut dyskiem i dziesięciobój lekkoatletyczny. Po ślubie na początku lat 30. XX wieku zaprzestał wyczynowego uprawiania sportu, jednak po obejrzeniu w 1934 filmu z igrzysk olimpijskich w 1932 w Los Angeles do niego powrócił. Szczególnie zafascynował go dwukrotny mistrz olimpijski Pat O’Callaghan i z tego powodu skoncentrował się na rzucie młotem.
Na igrzyskach olimpijskich w 1936 w Berlinie, na których O’Callaghan nie mógł wystartować, ponieważ federacja olimpijska Irlandii nie była uznawana przez MKOl, Hein zdobył złoty medal rzutem na odległość 56,49 m, co było nowym rekordem olimpijskim.
Hein zwyciężył również na mistrzostwach Europy w 1938 w Paryżu wynikiem 58,77 m.
Po II wojnie światowej nadal startował, a później uczestniczył w zawodach weteranów. W wieku 65 lat rzucił młotem na odległość 53 m.
Hein był mistrzem Niemiec w rzucie młotem w latach 1936–1938 oraz 1946 i 1947, a także wicemistrzem w 1942, 1943 i 1956(!), a brązowym medalistą w 1938, 1941 i 1948.

## Rekord życiowy
- rzut młotem – 58,77 m (1938)[1]